# Skialp do škol

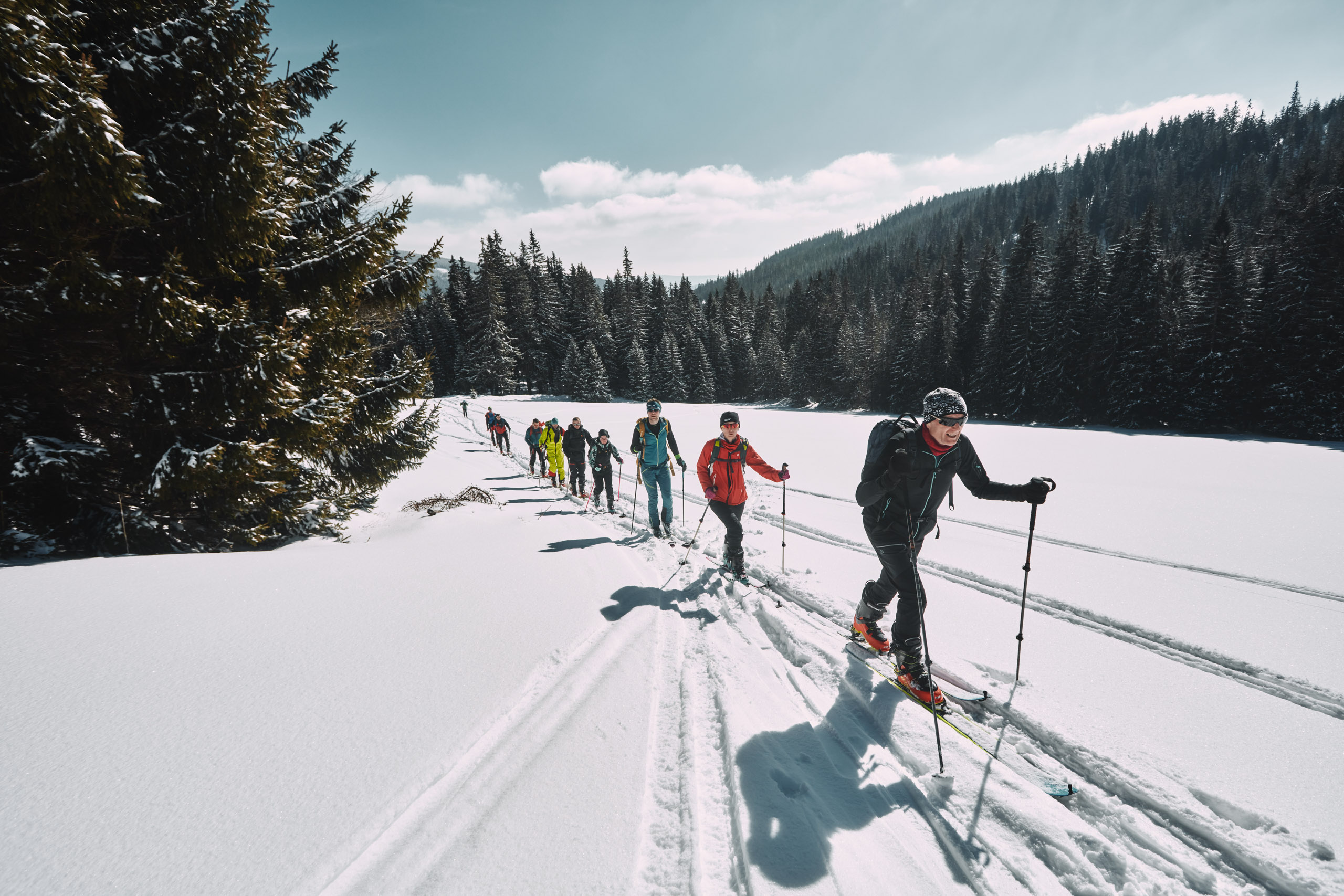
Projekt v akci v Peci pod Sněžkou

Projekt Skialp do škol je česká iniciativa zaměřená na popularizaci skialpinismu mezi školní mládeží. Cílem projektu je seznámit studenty středních i  základních škol s tímto outdoorovým sportem a správně proškolit vyučující, aby mohli tento sport zařadit do tradičních školních lyžařských kurzů. Projekt nabízí jedinou možnost pro učitele mimo obor tělocviku, jak získat oprávnění k výuce skialpinismu na základních a středních školách.

## Cíle projektu
1. Školení pro učitele – Projekt poskytuje komplexní vícedenní kurzy pro učitele, které zahrnují výuku techniky skialpinismu, bezpečnosti v horách a metodiku výuky. Jedná se o akreditované kurzy MŠMT v systému DVPP a po absolvování jsou vyučující oprávněni samostatně vést družstvo žáků na skialpinistickou túru po značených trasách. Školení je určeno pro učitele základních a středních škol, pedagogy volného času i asistenty pedagogů.[zdroj?]
2. Pomoc s organizací školních výletů a kurzů – Projekt pomáhá jednotlivým školám organizovat výlety a lyžařské kurzy, kde si studenti mohou vyzkoušet skialpinismus. Učitelé, kteří prošli školením, pak mohou vést tyto aktivity.[zdroj?]
3. Poskytování vybavení – Projekt disponuje vlastní půjčovnou skialpinistického vybavení. Školám tak poskytuje potřebné materiály, aby mohly realizovat skialpinistické aktivity. Zároveň se snaží propojit jednotlivé školy se skialpinistickými půjčovnami přímo v jejich okolí.[1][2][3]

## Historie projektu
Projekt Skialp do škol byl založen v roce 2022. Jeho zakladatelé jsou Ondřej Moravec, Branislav Adamec a Jan Klouček.